# Listă de burse
Aceasta este lista a celor mai mari burse din lume, situație valabilă din 12 iulie 2007. Cele mai mari burse din punct de vedere al capitalizării companiilor( trilioane $) erau:
- NYSE Euronext - $20.692
- Tokyo Stock Exchange - $4.679
- NASDAQ - $4.163
- London Stock Exchange - $4.023
- Hong Kong Stock Exchange - $2.124
- Toronto Stock Exchange - $1.985
- Frankfurt Stock Exchange (Deutsche Börse) - $1.973
- Shanghai Stock Exchange - $1.738
- Madrid Stock Exchange (BME Spanish Exchanges) - $1.515
- Australian Securities Exchange - $1.324
- Swiss Exchange - $1.318
- Nordic Stock Exchange Group OMX (Copenhagen, Helsinki, Iceland, Stockholm, Tallinn, Riga și Vilnius Stock Exchanges) - $1.296
- Milan Stock Exchange (Borsa Italiana) - $1.123
- Bombay Stock Exchange - $1.005
- Korea Exchange - $1.001
- São Paulo Stock Exchange- $0.981
- National Stock Exchange of India - $0.962
- Moscow Interbank Currency Exchange - $0.86 (Ianuarie2007)
- Johannesburg Securities Exchange - $0.802
- Taiwan Stock Exchange - $0.610

## Africa
Botswana
Botswana Stock Exchange (BSE)

Camerun
Douala Stock Exchange (DSX)

Egipt
Cairo & Alexandria Stock Exchange (CASE)

Ghana
Ghana Stock Exchange (GSE)

Kenya
Nairobi Stock Exchange (NSE)

Maroc
Casablanca Stock Exchange

Mozambique
Maputo Stock Exchange

Namibia
Namibian Stock Exchange (NSX)

Nigeria
Nigerian Stock Exchange
Abuja Stock Exchange

Africa de Sud
JSE Securities Exchange / Johannesburg Stock Exchange (JSE)
The South African Futures Exchange (SAFEX)
Alternative Exchange (ALTX)
Bond Exchange of South Africa (BESA)

Sudan
Khartoum Stock Exchange (KSE)

Tanzania
Dar-es-Salaam Stock Exchange (DSE)

Tunisia
Bourse de Tunis (BVMT)

Zambia
Lusaka Stock Exchange (LuSE)

Zimbabwe
Zimbabwe Stock Exchange (ZSE)

## Oceania
Australia
Australia Pacific Exchange (APX)
Australian Securities Exchange (ASX)
Bendigo Stock Exchange (BSX)
National Stock Exchange of Australia (NSX)
Sydney Futures Exchange (SFE)

Noua Zeelandă
New Zealand Stock Exchange (NZX)

## Asia
Bangladesh
Chittagong Stock Exchange
Dhaka Stock Exchange

China
Shanghai Metal Exchange
Shanghai Stock Exchange
Shenzhen Stock Exchange

Hong Kong
Hong Kong Stock Exchange
Hong Kong Exchanges and Clearing (HKEx)
Hong Kong Growth Enterprise Market (HKGEM)

India
1 Ahmedabad Stock Exchange
2 Bangalore Stock Exchange
3 Bhubaneswar Stock Exchange (BhSE)
4 Bombay Stock Exchange (BSE)
5 Calcutta Stock Exchange
6 Cochin Stock Exchange
7 Coimbatore Stock Exchange
8 Delhi Stock Exchange Association
9 Gawahati Stock Exchange
10 Hyderabad Stock Exchange
12 Jaipur Stock Exchange
13 Ludhiana Stock Exchange Association
14 Madhya Pradesh Stock Exchange
15 Madras Stock Exchange(MSE)
16 Mangalore Stock Exchange
17 National Stock Exchange of India (NSE)
18 OTC Exchange of India
19 Pune Stock Exchange
20 Saurashtra-Kutch Stock Exchange
21 Uttar Pradesh Stock Association
22 Vadodara Stock Exchange
23 Meerut Stock Exchange
24 Magadh Stock Exchange

Indonezia
Jakarta Stock Exchange (JSX)
Surabaya Stock Exchange (SSX) [1]
Jakarta Futures Exchange (JFX) [2]
Jakarta Islamic Index (JII)

Israel
Tel-Aviv Stock Exchange (TASE)

Japonia
Fukuoka Stock Exchange
JASDAQ
Kyoto Stock Exchange
Nagoya Stock Exchange (NSE)
Niigata Stock Exchange
Osaka Securities Exchange (OSE)
Sapporo Stock Exchange
Tokyo Stock Exchange (TSE)

Kazakhstan
Kazakhstan Stock Exchange (KASE)
Liban
Beirut Stock Exchange

Malaezia
Kuala Lumpur Stock Exchange (Bursa Malaysia) (KLSE)
Kuala Lumpur Commodity Exchange
Kuala Lumpur Options & Financial Futures Exchange
MESDAQ

Mongolia
Mongolian Stock Exchange

Nepal
Nepal Stock Exchange

Oman
Muscat Securities Market

Pakistan
Islamabad Stock Exchange (ISE)
Karachi Stock Exchange (KSE)
Lahore Stock Exchange (LSE)

Arabia Saudită
Saudi Arabia Electronic Securities Information System, precursor al Tadawul
Tadawul

Singapore
Stock Exchange of Singapore (SES), precursor al Singapore Exchange
Singapore Exchange (SGX)

Sri Lanka
Colombo Stock Exchange

Coreea de Sud
Korea Stock Exchange
KOSDAQ

Taiwan
Taiwan Stock Exchange

Tailanda
Stock Exchange of Thailand (SET)
Market for Alternative Investment (MAI)

Emiratele Arabe Unite
Abu Dhabi Securities Market
Dubai Financial Market
Dubai International Financial Exchange

Uzbekistan
Tashkent Stock Exchange

Vietnam
Ho Chi Minh City Securities Trading Center (HoSTC)
Hanoi Securities Trading Center (HaSTC)

## Europa
Pan-Europene:
Euronext
OMX

Armenia
Armenian Stock Exchange (Armex)

Austria
Wiener Börse

Azerbaidjan
Baku Stock Exchange

Belgia
Euronext Brussels

Bosnia și Herțegovina
Sarajevo Stock Exchange (SASE)
Banja Luka Stock Exchange (BLSE)

Bulgaria
Bulgarian Stock Exchange

Croația
Zagreb Stock Exchange (ZSE)

Cipru
Cyprus Stock Exchange (CSE)

Cehia
Prague Stock Exchange (PSE)

Danemarca
Copenhagen Stock Exchange (KFX), una dintre OMX Exchanges

Estonia
Tallinn Stock Exchange, una dintre OMX Exchanges

Finlanda
Helsinki Stock Exchange, una dintre OMX Exchanges

Franța
Euronext Paris

Georgia
Georgian Stock Exchange (GSX)

Germania
Berliner Börse
Börse Hamburg
Börse Hannover
Börse München
Börse Stuttgart
Börse Düsseldorf
Eurex (deținut de Deutsche Börse și SWX)
Frankfurt Stock Exchange (deținută de Deutsche Börse)

Gibraltar
Gibraltar Stock Exchange (GibEX)

Grecia
Athens Stock Exchange (General)
Ungaria
Budapest Stock Exchange (BSE)

Islanda
Iceland Stock Exchange

Irlanda
Irish Stock Exchange (ISE or ISEQ)
Irish Enterprise Exchange (IEX)

Italia
Borsa Italiana

Letonia
Riga Stock Exchange, una dintre OMX Exchanges

Lituania
Vilnius Stock Exchange, una dinte OMX Exchanges

Luxembourg
Luxembourg Stock Exchange

Macedonia
Macedonia Stock Exchange

Malta
Malta Stock Exchange

Republica Moldova
Bursa de Valori a Moldovei
Bursa Universală de Mărfuri a Moldovei

Muntenegru
Montenegro Stock Exchange
NEX Stock Exchange
Olanda
Euronext Amsterdam

Norvegia
Oslo Stock Exchange

Polonia
Warsaw Stock Exchange

Portugalia
Euronext Lisbon

România
Bursa de Valori București
Sibex - Sibiu Stock Exchance ( fosta Bursa Monetar Financiarã și de Mãrfuri Sibiu)
RASDAQ

Rusia
Moscow Interbank Currency Exchange (MICEX)
Moscow Stock Exchange
RTS Stock Exchange
Saint Petersburg Stock Exchange (SPBEX)

Serbia
Belgrade Stock Exchange (BELEX)

Slovacia
Bratislava Stock Exchange (BSSE)

Slovenia
Ljubljana Stock Exchange (LJSE)

Spania
Madrid Stock Exchange
Barcelona Stock Exchange
Valencia Stock Exchange
Bilbao Stock Exchange

Suedia
Nordic Growth Market
Stockholm Stock Exchange, una dintre OMX Exchanges

Elveția
SWX Swiss Exchange

Turcia
Istanbul Stock Exchange (ISE)

Ucraina
PFTS Ukraine Stock Exchange

Marea Britanie
London Stock Exchange

## America de Nord
Bahamas
Bahamas Securities Exchange

Barbados
Barbados Stock Exchange (BSE)

Bermuda
Bermuda Stock Exchange (BSX)

Canada
Toronto Stock Exchange

Montreal Exchange

Insulele Cayman
Cayman Islands Stock Exchange (CSX)

Costa Rica
Bolsa Nacional de Valores de Costa Rica

Cuba
Havana Stock Exchange, închisă în Septembrie1960

Republica Dominicană
Bolsa de Valores de la República Dominicana

Eastern Caribbean
Eastern Caribbean Securities Exchange (ECSE)

El Salvador
Bolsa de Valores de El Salvador

Guatemala
Bolsa de Valores de Guatemala

Honduras
Bolsa Centroamericana de Valores
Bolsa Honduras de Valores

Jamaica
Jamaica Stock Exchange

Mexico
Bolsa Mexicana de Valores (BMV)

Nicaragua
Bolsa de Valores de Nicaragua

Panama
Bolsa de Valores de Panama
Trinidad-Tobago
Trinidad and Tobago Stock Exchange

Statele Unite
Archipelago Exchange, fuzionată cu NYSE
American Stock Exchange (AMEX)
Boston Stock Exchange
Chicago Stock Exchange
NASDAQ
New York Stock Exchange,  fuzionată cu Archipelago Exchange

## America de Sud
Argentina
Buenos Aires Stock Exchange (MERVAL)
Bolivia
Bolsa de Valores de Bolivia

Brazilia
Bovespa (State of São Paulo Stock Exchange)
Rio de Janeiro Stock Exchange (BVRJ)
Chile
Santiago Stock Exchange
Santiago Electronic Stock Exchange
Valparaíso Stock Exchange (BOVALPO)
Columbia
Bolsa de Valores de Colombia (BVC)
Ecuador'
Bolsa de Valores de Guayaquil
Bolsa de Valores de Quito

Guyana
Guyana Stock Exchange
Peru
Bolsa de Valores de Lima

Uruguay
Bolsa de Valores de Montevideo
Bolsa Electronica de Valores de Uruguay BEVSA
Venezuela
Bolsa de Valores de Caracas (Caracas Stock Exchange) (BVC)